# Койман, Кле
Кри́стофер Кле́менс «Кле» Ко́йман (англ. Christopher Clemence "Cle" Kooiman); род. 4 июля 1963, Онтэрио, Калифорния) — американский футболист, защитник, известный по выступлениям за «Тампа-Бэй Мьютини», «Крус Асуль» и сборную США. Участник Чемпионата Мира 1994 года.

## Клубная карьера
Койман начал карьеру в клубе indoor-лиги «Лос-Анджелес Лазерс». В 1989 году он перешёл в профессиональный футбол и недолго поиграл за американские «Калифорния Киккерс» и «Сан-Диего Номадс». В 1990 году Кле переехал в Мексику, где его первой командой стала «Кобрас». В 1992 он перешёл в «Крус Асуль» и стал первым американцем-капитаном мексиканского клуба. В 1994 году Койман стал футболистом «Атлетико Морелия», за который выступал следующие два сезона.
В 1996 году с образованием MLS Койман, как и многие американские футболисты вернулся на родину, для выступления в новой лиге. Новым клубом Кле стал «Тампа-Бэй Мьютини». В 1998 году Койман был выбран на драфте «Майами Фьюжн». Сыграв всего 14 матчей за новый клуб он завершил карьеру.

## Международная карьера
В 1993 году Койман дебютировал за сборную США. В том же году он принял участие в Золотом кубке КОНКАКАФ. На турнире Кле сыграл в матчах против сборных Ямайки, Мексики, Панамы и Гондураса, а в поединке против Коста-Рики забил свой первый гол за национальную команду. По итогам турнира он завоевал серебряные медали.
В 1994 году Койман попал в заявку на участие в домашнем Чемпионате Мира. На турнире он принял участие в поединке против сборной Швейцарии.

### Голы за сборную США
| #   | Дата         | Место                    | Противник  | Счёт | Результат | Соревнование                |
| --- | ------------ | ------------------------ | ---------- | ---- | --------- | --------------------------- |
| 01. | 22 июля 1993 | Коттон Боул, Даллас, США | Коста-Рика | 1:0  | 1:0       | Золотой кубок КОНКАКАФ 1993 |

## Достижения
Международные
 США
- Золотой кубок КОНКАКАФ — 1993